# Rangiora
Rangiora är den största staden i distriktet Waimakariri i regionen Canterbury i Nya Zeeland. Den hade 15 021 invånare år 2013. Den grundades år 1878.
Den högsta uppmätta temperaturen i Nya Zeeland, + 42.4 °C, uppmättes 7 februari 1973 samtidigt i Rangiora och Jordan..

## Kända personer från Rangiora
- Joseph Sullivan (1987–), roddare